# Copelatus takakurai
Copelatus takakurai är en skalbaggsart som beskrevs av Satô 1985. Copelatus takakurai ingår i släktet Copelatus och familjen dykare. Inga underarter finns listade i Catalogue of Life.